# 터미널섬

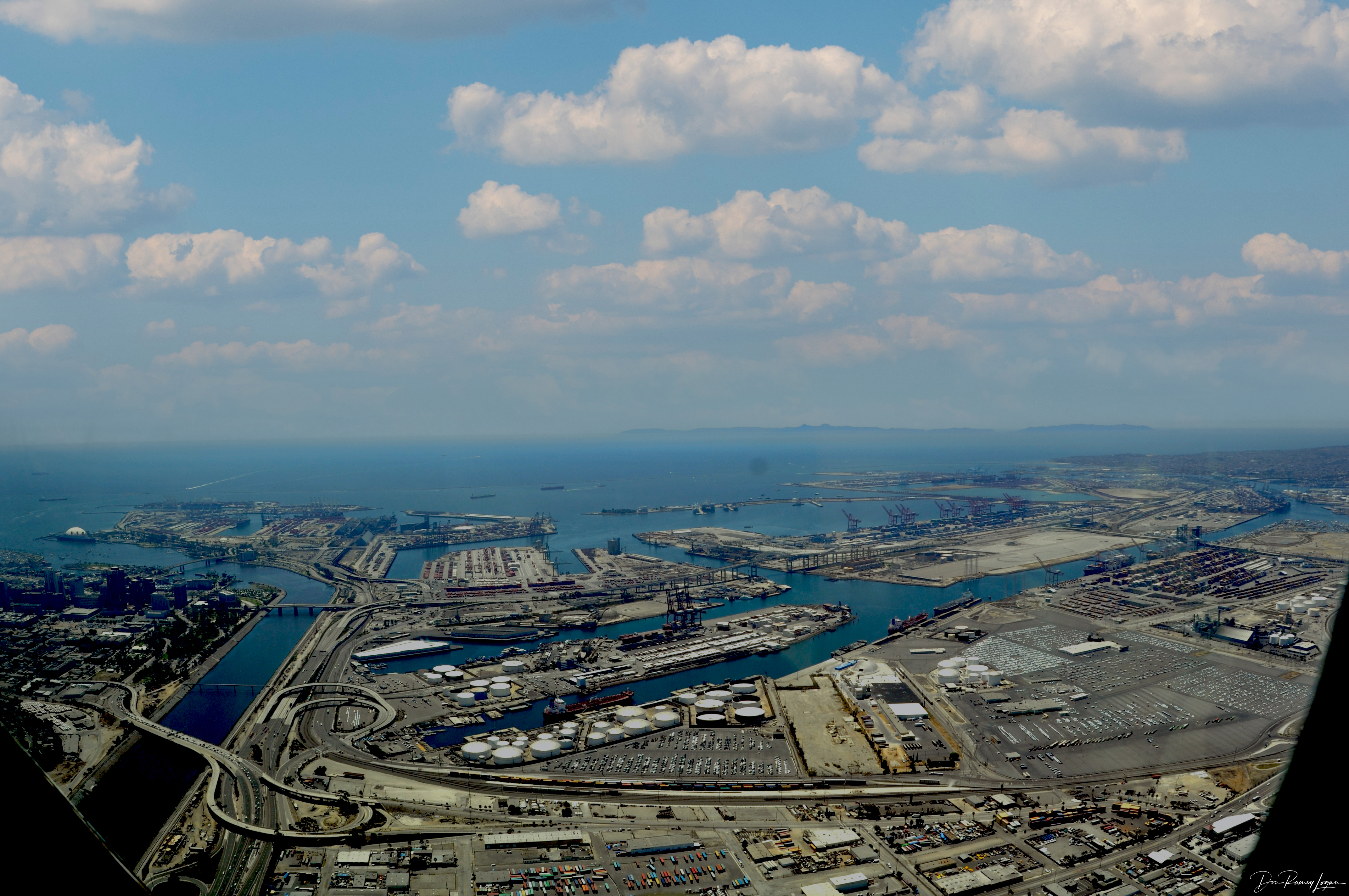
터미널 섬

터미널섬(Terminal Island)은 로스앤젤레스군의 섬으로, 로스앤젤레스 항과 롱비치 항 사이에 위치하고 있다.